# Anyphaena sabina
Anyphaena sabina är en spindelart som beskrevs av Ludwig Carl Christian Koch 1866. Anyphaena sabina ingår i släktet Anyphaena och familjen spökspindlar. Inga underarter finns listade i Catalogue of Life.